# Cantua mediamnis
Cantua mediamnis är en blågullsväxtart som beskrevs av J.M.Porter och Prather. Cantua mediamnis ingår i släktet Cantua och familjen blågullsväxter. Inga underarter finns listade i Catalogue of Life.